# Hatton, Derbyshire
Hatton är en civil parish i Storbritannien.   Den ligger i distriktet South Derbyshire i grevskapet Derbyshire i England, i den södra delen av landet, 180 km nordväst om huvudstaden London.